# روشیوری د وده
شهر روشیوری دِ وده (به رومانیایی: Roşiorii de Vede) در شهرستان تلئورمن در کشور رومانی واقع شده‌است. جمعیت این شهر ۳۱٬۸۷۳ نفر  است.